# آلفرد لنسینگ
آلفرد مارک لنسینگ (۲۱ ژوئیه ۱۹۲۱ – ۲۷ اوت ۱۹۷۵) روزنامه‌نگار و نویسنده آمریکایی بود که بیشتر به خاطر کتاب استقامت: سفر شگفت‌انگیز شاکلتون (۱۹۵۹)، گزارشی از کاوش‌های سر ارنست شاکلتون در جنوبگان (سرزمین جنوبی) شناخته می‌شود.

## زندگی
لنسینگ اهل شیکاگو، ایلینوی، پسر ادوارد (۱۸۹۶–۱۹۴۹)، شیکاگوئی که به عنوان برقکار کار می‌کرد، و همسرش روث هندرسون (۱۸۹۶–۱۹۷۵)، اهل نیوجرسی بود. پس از خدمت در نیروی دریایی ایالات متحده از سال ۱۹۴۰ تا ۱۹۴۶، جایی که او قلب بنفش را دریافت کرد، در کالج نورث پارک و سپس در دانشگاه نورث وسترن ثبت نام کرد، جایی که در روزنامه‌نگاری تحصیل کرد. او تا سال ۱۹۴۹ یک روزنامه هفتگی را در ایلینوی سردبیر کرد، تا اینکه به یونایتد پرس پیوست و در سال ۱۹۵۲ به یک نویسنده آزاد (فریلنس) تبدیل شد. او مدتی را در نیویورک گذراند و برای بخش کتاب‌های ریدرز دایجست و شرکت تایم. نوشت و در نهایت به شیکاگو بازگشت تا سردبیر Bethel Home News شود. لنسینگ در بث‌ئیل، CT ساکن شد و در آنجا سردبیر «Bethel Home News» بود. او در اواسط دهه ۱۹۷۰ در آنجا درگذشت.

## استقامت: سفر شگفت‌انگیز شاکلتون
لنسینگ بیشتر به خاطر کتاب پرفروش‌اش «استقامت: سفر شگفت‌انگیز شاکلتون» شناخته می‌شود، روایتی از اعزام امپریالیستی فراجنوبگان که سر ارنست شاکلتون و خدمه‌اش به قطب جنوب در سال ۱۹۱۴ داشتند. نام این کتاب از کشتی مورد استفاده توسط شکلتون،استقامت (Endurance)، گرفته شده‌است و زمانی که برای اولین بار در سال ۱۹۵۹ منتشر شد، پرفروش شد. در حین تحقیق دربارهٔ کتاب، لنسینگ با ده تن از اعضای بازمانده اعزامی جنوبگان صحبت کرد و به مجلات و خاطرات شخصی هشت نفر دیگر دسترسی پیدا کرد تا دید کامل تری از هیئت اعزامی کشتی استقامت داشته باشد. لنسینگ در حالی که مشغول نوشتن کتاب استقامت بود در سی کلیف لانگ آیلند به همراه همسرش باربارا، پسر آنگوس و دخترش هالی زندگی می‌کرد.

## کتابشناسی - فهرست کتب
- داروها (سری: LIFE Science Library) با والتر مدلل (۱۹۶۷)
- استقامت: سفر باورنکردنی شاکلتون (۱۹۵۹)